# Doc Kauffman

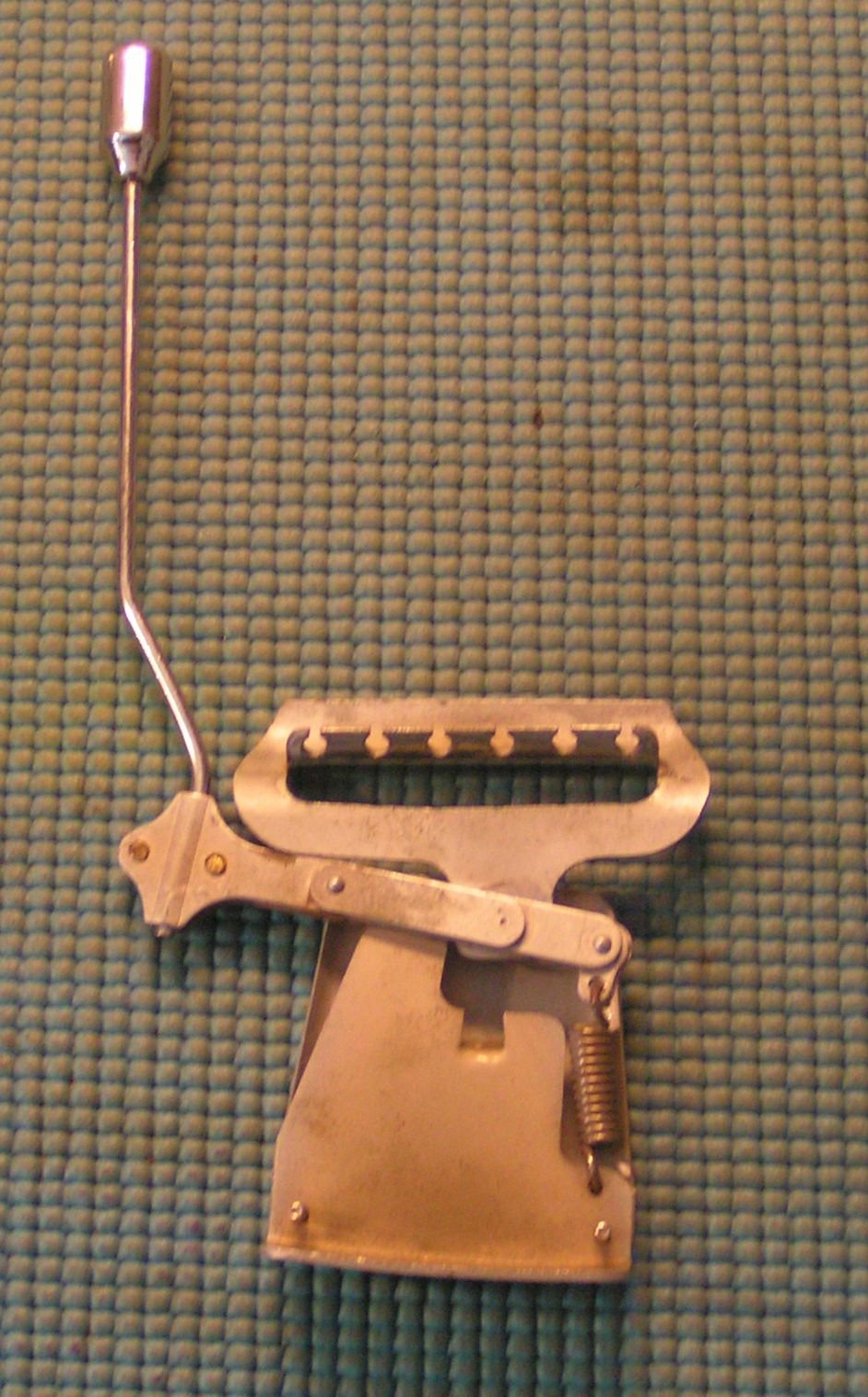
Vibrola Kauffman

Clayton Orr Kauffman, appelé Doc Kauffman né le 4 mai 1901 et mort le 26 juin 1990, est un ingénieur en guitare électrique et lap steel guitar, inventeur du premier vibrato pour guitare breveté au monde. 
Il est également le premier collaborateur de Leo Fender avec qui il développe les instruments et amplificateurs sous la marque K&F.

## Biographie

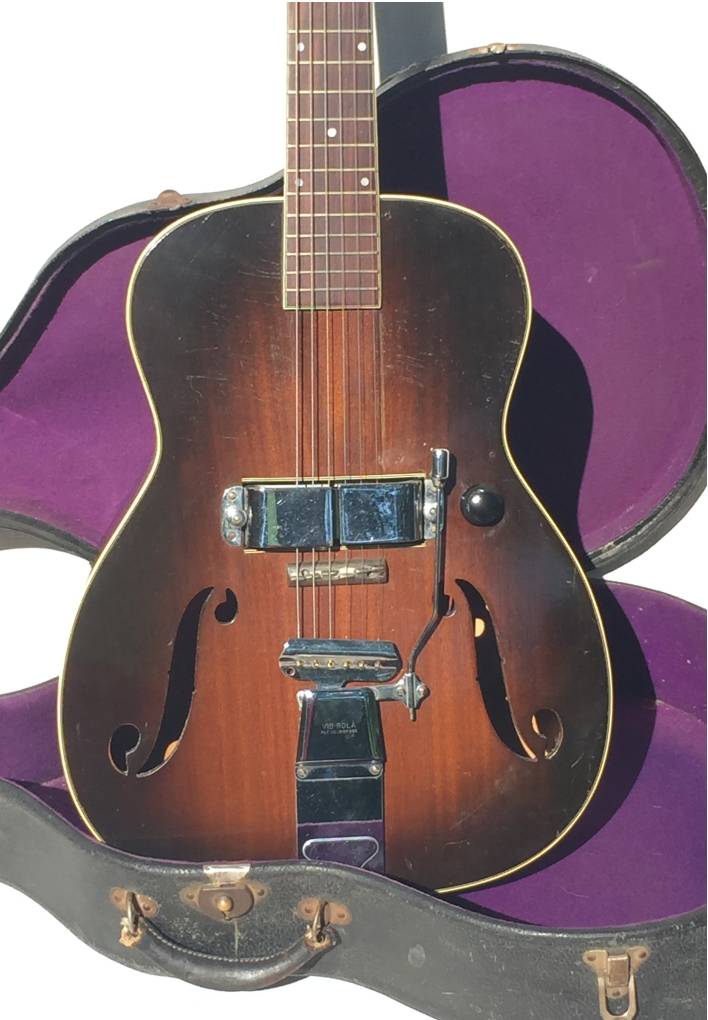
Doc Kauffman Vibrola sur le modèle de Ken Roberts

Issu d'une famille d'agriculteurs du comté de Pratt (Kansas), Doc emménage en Californie en 1920. Il étudie le violon, la guitare, le saxophone et décroche un emploi d'accompagnateur musical pour les films muets. En 1922 il travaille comme réparateur d'instruments et accordeur de piano.
Doc Kauffman, grand bricoleur, invente un système mécanique pour produire un effet de vibration sur les instruments à cordes pincées. Il dépose un brevet pour son vibrato « Vibrola » sous appellation « Appareil pour produire des effets de trémolo » le 19 août 1929, ce brevet est officiellement accordé à Doc Kauffman le 5 janvier 1932 (US1839395A).
Dans les années 1930, Doc Kauffman est chef concepteur de guitares électriques pour Rickenbacker . Ayant inventé et breveté la première unité de vibrato mécanique, Kauffman intègre sa création sur le modèle électro-espagnol Ken Roberts en tant que chevalet standard de l'instrument. La création de Doc est le premier vibrato à équiper en standard une guitare électrifiée. Cela influence le développement des guitares électriques dans les années 1940 et 1950. Notamment, le vibrato Bigsby et le vibrato cordier Fender Stratocaster . La firme Gibson s'est inspirée du vibrola Kaffman pour son Sideways Vibrola qui équipe les guitares SG de la marque.
Au début des années 1940, Doc Kauffman et Leo Fender concluent un partenariat commercial et fondent, à la fin de la Deuxième Guerre mondiale, la société K&F Manufacturing Corporation en 1945. La petite entreprise K&F ne dure que 3 ans et produit des amplificateurs et des guitares lap steel en petites quantités. À la suite du départ de Kauffman, Léo seul aux commandes crée  Fender Musical Instruments Corporation. Doc Kauffman et Leo Fender restent amis jusqu'à la mort de Doc en 1990. Doc Kauffman considère Leo Fender comme un ami si proche qu'il est vu comme le plus proche parent par les enfants de Doc. Leo meurt en 1991, un an après le décès de Doc. 

## Les Paul et Gibson

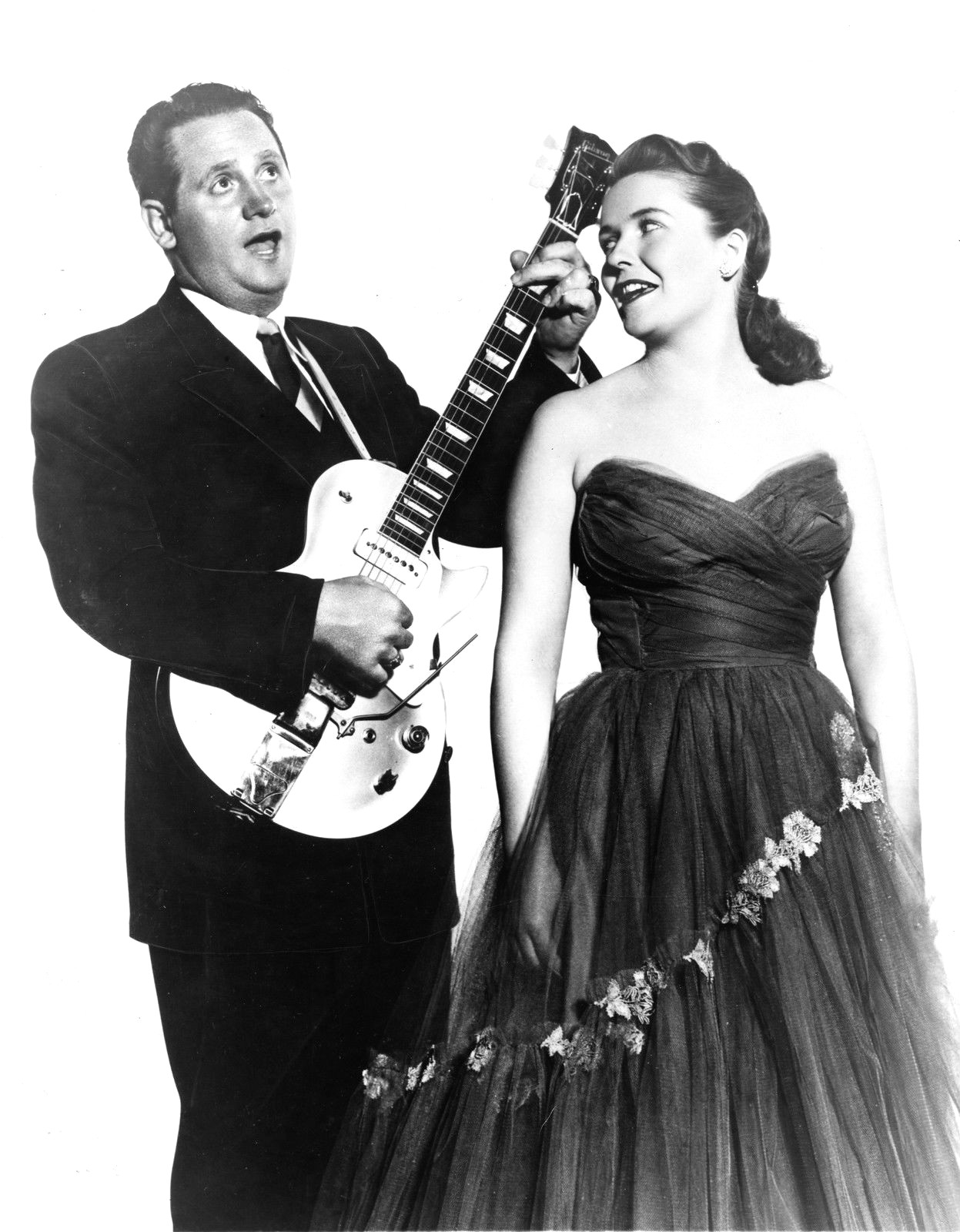
Kauffman Vibrola sur le modèle Les Paul au début des années 1950

Les Paul et Doc Kauffman se lient d'amitié dans les années 1930. Les Paul utilise le Kauffman Vibrola sur son prototype de guitares « Log » qu'il développe dans les années 1940. Les Paul considère ce vibrato à un tel degré qu'il retire le chevalet d'origine de son tout nouveau modèle Gibson de 1952 pour le remplacer par le vibrola Kauffman. Anecdotiquement, c’est lui qui a inventé le chevalet trapèze qui équipe les premiers modèles Les Paul Gibson. 